# Stenanthemum cristatum
Stenanthemum cristatum är en brakvedsväxtart som beskrevs av B.L. Rye. Stenanthemum cristatum ingår i släktet Stenanthemum och familjen brakvedsväxter. Inga underarter finns listade i Catalogue of Life.